# Classique féminine de Navarre 2024
La 6e édition de la Classique féminine de Navarre a lieu le 8 mai 2024. La course fait partie du calendrier international féminin UCI 2024 en catégorie 1.Pro. Elle est remportée par l'Allemande Hannah Ludwig.

## Parcours
Le parcours comporte neuf ascensions : le Muro de Olaverri, le Muro de Tiebas, le Muro de Biurrun, le Muro de Anorbe, le Muro de Artajona, puis le Muro de Obanos, le Muro de Tirapu, le Muro de Biurrun et enfin le Muro de Arlegui.

## Équipes
| UCI Women's WorldTeams (5)- Ceratizit-WNT Pro Cycling - Lidl-Trek - Movistar Team - Roland - UAE Team ADQ Équipes féminines continentales (11)- Bepink-Bongioanni - Cofidis - Eneicat-CMTeam - Isolmant-Premac-Vittoria - Laboral Kutxa-Fundacion Euskadi - Lotto Dstny Ladies - Primeau Vélo-Groupe Abadie - Soltec Iberoamérica Costa Cálida - St Michel-Mavic-Auber93 - Team Coop-Repsol - Winspace Équipe féminines amateur (2)- Massi Baix Ter - Vipeq-La Vaca Purpura |
| |

## Récit de la course
Elena Pirrone est la première attaquante. Elle est reprise dans le Muro de Olaverri. Le peloton se scinde dans le Muro de Tiebes avec une trentaine de coureuses à l'avant. Liane Lippert attaque au pied du Muro de Artajona, mais est rapidement reprise. Par la suite Lauretta Hanson puis Claire Steels tentent leur chance. Dans le Muro de Tirapu, le groupe de tête est réduit à quatorze unités. À vingt-trois kilomètres de l'arrivée, Hannah Ludwig attaque. Elle n'est plus reprise. Arlenis Sierra prend la deuxième place.

## Classements

### Classement final
| \| Classement général \| Classement général \| Classement général \| Classement général \| Classement général \| \| Coureuse \| Coureuse \| Pays \| Équipe \| Temps \| \| ------------------ \| ------------------- \| ------------------ \| ------------------------------- \| ------------------ \| \| 1re \| Hannah Ludwig \| Allemagne \| Cofidis \| 3 h 50 min 16 s \| \| 2e \| Arlenis Sierra \| Cuba \| Movistar Team \| + 8 s \| \| 3e \| Shirin van Anrooij \| Pays-Bas \| Lidl-Trek \| + 8 s \| \| 4e \| Dominika Włodarczyk \| Pologne \| UAE Team ADQ \| + 8 s \| \| 5e \| Julie Bego \| France \| Cofidis \| + 8 s \| \| 6e \| Elena Pirrone \| Italie \| Roland \| + 8 s \| \| 7e \| Brodie Chapman \| Australie \| Lidl-Trek \| + 8 s \| \| 8e \| Alice Maria Arzuffi \| Italie \| Ceratizit-WNT Pro Cycling \| + 8 s \| \| 9e \| Cédrine Kerbaol \| France \| Ceratizit-WNT Pro Cycling \| + 8 s \| \| 10e \| Yurani Blanco \| Espagne \| Laboral Kutxa-Fundación Euskadi \| + 8 s \| |                     |           |                                 |                 |
| |                     |           |                                 |                 |
| Source : ProCyclingStats |                     |           |                                 |                 |
| Classement général |                     |           |                                 |                 |
| Coureuse | Coureuse            | Pays      | Équipe                          | Temps           |
| 1re | Hannah Ludwig       | Allemagne | Cofidis                         | 3 h 50 min 16 s |
| 2e | Arlenis Sierra      | Cuba      | Movistar Team                   | + 8 s           |
| 3e | Shirin van Anrooij  | Pays-Bas  | Lidl-Trek                       | + 8 s           |
| 4e | Dominika Włodarczyk | Pologne   | UAE Team ADQ                    | + 8 s           |
| 5e | Julie Bego          | France    | Cofidis                         | + 8 s           |
| 6e | Elena Pirrone       | Italie    | Roland                          | + 8 s           |
| 7e | Brodie Chapman      | Australie | Lidl-Trek                       | + 8 s           |
| 8e | Alice Maria Arzuffi | Italie    | Ceratizit-WNT Pro Cycling       | + 8 s           |
| 9e | Cédrine Kerbaol     | France    | Ceratizit-WNT Pro Cycling       | + 8 s           |
| 10e | Yurani Blanco       | Espagne   | Laboral Kutxa-Fundación Euskadi | + 8 s           |

### Points UCI
| Position           | 1er | 2e  | 3e  | 4e  | 5e | 6e | 7e | 8e | 9e | 10e | 11e | 12e | 13e | 14e | 15e | 16e à 25e |
| Classement général | 200 | 150 | 125 | 100 | 85 | 70 | 60 | 50 | 40 | 35  | 30  | 25  | 20  | 15  | 10  | 5         |

## Liste des participantes
| Movistar Team MOV | Movistar Team MOV            | Movistar Team MOV |
| ----------------- | ---------------------------- | ----------------- |
| Num               | Coureuse                     | Pos               |
| 1                 | Jelena Erić (SRB) (route)    | 42e               |
| 2                 | Liane Lippert (GER) (route)  | 23e               |
| 3                 | Sara Martín (ESP)            | AB                |
| 4                 | Lucia Ruiz Pérez (ESP)       | AB                |
| 5                 | Arlenis Sierra (CUB) (route) | 2e                |
| 6                 | Claire Steels (GBR)          | 26e               |

| UAE Team ADQ UAD | UAE Team ADQ UAD           | UAE Team ADQ UAD |
| ---------------- | -------------------------- | ---------------- |
| Num              | Coureuse                   | Pos              |
| 11               | Dominika Włodarczyk (POL)  | 4e               |
| 13               | Erica Magnaldi (ITA)       | 15e              |
| 14               | Mikayla Harvey (NZL)       | 69e              |
| 15               | Alena Ivanchenko (RUS)     | 14e              |
| 16               | Francesca Pellegrini (ITA) | 64e              |

| Lidl-Trek LTK | Lidl-Trek LTK            | Lidl-Trek LTK |
| ------------- | ------------------------ | ------------- |
| Num           | Coureuse                 | Pos           |
| 21            | Brodie Chapman (AUS)     | 7e            |
| 22            | Lauretta Hanson (AUS)    | 47e           |
| 23            | Ava Holmgren (CAN)       | NP            |
| 24            | Isabella Holmgren (CAN)  | 19e           |
| 25            | Fleur Moors (BEL)        | 46e           |
| 26            | Shirin van Anrooij (NED) | 3e            |

| Ceratizit-WNT Pro Cycling WNT | Ceratizit-WNT Pro Cycling WNT | Ceratizit-WNT Pro Cycling WNT |
| ----------------------------- | ----------------------------- | ----------------------------- |
| Num                           | Coureuse                      | Pos                           |
| 31                            | Alice Maria Arzuffi (ITA)     | 8e                            |
| 32                            | Laura Asencio (FRA)           | 41e                           |
| 33                            | Arianna Fidanza (ITA)         | 34e                           |
| 35                            | Cédrine Kerbaol (FRA)         | 9e                            |

| Roland CGS | Roland CGS                   | Roland CGS |
| ---------- | ---------------------------- | ---------- |
| Num        | Coureuse                     | Pos        |
| 41         | Tamara Dronova (RUS) (route) | 12e        |
| 42         | Giorgia Vettorello (ITA)     | AB         |
| 43         | Elena Pirrone (ITA)          | 6e         |
| 44         | Sylvie Swinkels (NED)        | 29e        |

| Laboral Kutxa-Fundación Euskadi LKF | Laboral Kutxa-Fundación Euskadi LKF | Laboral Kutxa-Fundación Euskadi LKF |
| ----------------------------------- | ----------------------------------- | ----------------------------------- |
| Num                                 | Coureuse                            | Pos                                 |
| 51                                  | Yurani Blanco (ESP)                 | 10e                                 |
| 52                                  | Jessenia Meneses (COL)              | 28e                                 |
| 53                                  | Usoa Ostolaza (ESP)                 | 25e                                 |
| 54                                  | Marta Romeu (ESP)                   | 36e                                 |
| 55                                  | Ane Santesteban (ESP)               | 21e                                 |
| 56                                  | Eri Yonamine (JPN) (route)          | 37e                                 |

| Lotto Dstny Ladies LDL | Lotto Dstny Ladies LDL     | Lotto Dstny Ladies LDL |
| ---------------------- | -------------------------- | ---------------------- |
| Num                    | Coureuse                   | Pos                    |
| 61                     | Wilma Aintila (FIN)        | AB                     |
| 64                     | Esmée Gielkens (BEL)       | 65e                    |
| 65                     | Quinty van de Guchte (NED) | 31e                    |
| 66                     | Sterre Vervloet (BEL)      | 53e                    |

| Cofidis COF | Cofidis COF          | Cofidis COF |
| ----------- | -------------------- | ----------- |
| Num         | Coureuse             | Pos         |
| 71          | Julie Bego (FRA)     | 5e          |
| 72          | Flavie Boulais (FRA) | 51e         |
| 73          | Sarah Roy (AUS)      | 44e         |
| 74          | Špela Kern (SLO)     | 22e         |
| 75          | Hannah Ludwig (GER)  | 1re         |
| 76          | Nikola Nosková (CZE) | 45e         |

| Bepink-Bongioanni BPK | Bepink-Bongioanni BPK   | Bepink-Bongioanni BPK |
| --------------------- | ----------------------- | --------------------- |
| Num                   | Coureuse                | Pos                   |
| 81                    | Beatrice Pozzobon (ITA) | 60e                   |
| 82                    | Angela Oro (ITA)        | 70e                   |
| 83                    | Andrea Casagranda (ITA) | 35e                   |
| 84                    | Elisa Valtulini (ITA)   | 18e                   |
| 85                    | Prisca Savi (ITA)       | AB                    |
| 86                    | Carmela Cipriani (ITA)  | 55e                   |

| Team Coop-Repsol HPU | Team Coop-Repsol HPU          | Team Coop-Repsol HPU |
| -------------------- | ----------------------------- | -------------------- |
| Num                  | Coureuse                      | Pos                  |
| 91                   | Stine Dale (NOR)              | AB                   |
| 92                   | India Grangier (FRA)          | 52e                  |
| 93                   | Stina Kagevi (SWE)            | 38e                  |
| 94                   | Sigrid Ytterhus Haugset (NOR) | 16e                  |
| 95                   | Tiril Jørgensen (NOR)         | 67e                  |
| 96                   | Magdalene Lind (NOR)          | 54e                  |

| Winspace WIN | Winspace WIN             | Winspace WIN |
| ------------ | ------------------------ | ------------ |
| Num          | Coureuse                 | Pos          |
| 101          | Florence Normand (CAN)   | 48e          |
| 102          | Karolina Perekitko (POL) | 11e          |
| 103          | Julia Aubry (FRA)        | AB           |
| 104          | Luyao Zeng (CHN) (route) | 57e          |

| Primeau Vélo - Groupe Abadie ___ | Primeau Vélo - Groupe Abadie ___   | Primeau Vélo - Groupe Abadie ___ |
| -------------------------------- | ---------------------------------- | -------------------------------- |
| Num                              | Coureuse                           | Pos                              |
| 111                              | Jazmine Lavergne (CAN)             | 49e                              |
| 112                              | Anabelle Thomas (CAN)              | AB                               |
| 113                              | Valérie Laroche (CAN)              | AB                               |
| 114                              | Agua Marina Espínola (PAR) (route) | 20e                              |
| 115                              | Miryam Núñez (ECU)                 | 27e                              |
| 116                              | Dimitra Koukouma (CYP)             | 30e                              |

| St Michel-Mavic-Auber 93 AUB | St Michel-Mavic-Auber 93 AUB | St Michel-Mavic-Auber 93 AUB |
| ---------------------------- | ---------------------------- | ---------------------------- |
| Num                          | Coureuse                     | Pos                          |
| 121                          | Marion Bunel (FRA)           | 17e                          |
| 122                          | Camille Fahy (FRA)           | 43e                          |
| 123                          | Victorie Guilman (FRA)       | 13e                          |
| 124                          | Dilyxine Miermont (FRA)      | 24e                          |
| 125                          | Alison Avoine (FRA)          | AB                           |
| 126                          | Célia Le Mouël (FRA)         | 50e                          |

| Isolmant-Premac-Vittoria SBT | Isolmant-Premac-Vittoria SBT | Isolmant-Premac-Vittoria SBT |
| ---------------------------- | ---------------------------- | ---------------------------- |
| Num                          | Coureuse                     | Pos                          |
| 131                          | Valeria Curnis (ITA)         | 59e                          |
| 132                          | Sara Mazzorana (ITA)         | AB                           |
| 133                          | Asia Zontone (ITA)           | 32e                          |
| 135                          | Marta Zanga (ITA)            | AB                           |
| 136                          | Sonia Rossetti (ITA)         | AB                           |

| Eneicat-CMTeam EIC | Eneicat-CMTeam EIC           | Eneicat-CMTeam EIC |
| ------------------ | ---------------------------- | ------------------ |
| Num                | Coureuse                     | Pos                |
| 141                | Valentina Basilico (ITA)     | 56e                |
| 142                | Irene Mendez Melgarejo (ESP) | 40e                |
| 143                | Claudia San Justo (ESP)      | AB                 |
| 145                | Isabel Martin (ESP)          | AB                 |
| 146                | Alessia Bulleri (ITA)        | AB                 |

| Soltec Iberoamérica Costa Cálida STC | Soltec Iberoamérica Costa Cálida STC | Soltec Iberoamérica Costa Cálida STC |
| ------------------------------------ | ------------------------------------ | ------------------------------------ |
| Num                                  | Coureuse                             | Pos                                  |
| 151                                  | Valeria Valgonen (RUS)               | AB                                   |
| 152                                  | Alicja Ulatowska (POL)               | AB                                   |
| 153                                  | Nuria Tauler (ESP)                   | AB                                   |
| 154                                  | Milagro Mena (CRC)                   | AB                                   |
| 155                                  | Manuela Muresan (ROU)                | 61e                                  |

| Massi Baix Ter MAT | Massi Baix Ter MAT    | Massi Baix Ter MAT |
| ------------------ | --------------------- | ------------------ |
| Num                | Coureuse              | Pos                |
| 161                | Mireia Trias (ESP)    | 66e                |
| 162                | Paula Blasi (ESP)     | 33e                |
| 163                | Susana Perez (ESP)    | 58e                |
| 164                | Natalia Ovejero (ESP) | AB                 |
| 165                | Laia Bosch (ESP)      | AB                 |
| 166                | Ainara Albert (ESP)   | 68e                |

| Vipeq-La Vaca Purpura ___ | Vipeq-La Vaca Purpura ___ | Vipeq-La Vaca Purpura ___ |
| ------------------------- | ------------------------- | ------------------------- |
| Num                       | Coureuse                  | Pos                       |
| 171                       | Daria Fomina (RUS)        | 39e                       |
| 172                       | Liubov Malervein (RUS)    | 63e                       |
| 173                       | Estefania Jimenez (ESP)   | 62e                       |
| 174                       | Goretti Sesma (CAN)       | AB                        |
| 175                       | Saioa Orgambide (ESP)     | AB                        |
| 176                       | Lukene Trujillano (ESP)   | AB                        |

| Movistar Team MOV | Movistar Team MOV            | Movistar Team MOV |
| ----------------- | ---------------------------- | ----------------- |
| Num               | Coureuse                     | Pos               |
| 1                 | Jelena Erić (SRB) (route)    | 42e               |
| 2                 | Liane Lippert (GER) (route)  | 23e               |
| 3                 | Sara Martín (ESP)            | AB                |
| 4                 | Lucia Ruiz Pérez (ESP)       | AB                |
| 5                 | Arlenis Sierra (CUB) (route) | 2e                |
| 6                 | Claire Steels (GBR)          | 26e               |

| UAE Team ADQ UAD | UAE Team ADQ UAD           | UAE Team ADQ UAD |
| ---------------- | -------------------------- | ---------------- |
| Num              | Coureuse                   | Pos              |
| 11               | Dominika Włodarczyk (POL)  | 4e               |
| 13               | Erica Magnaldi (ITA)       | 15e              |
| 14               | Mikayla Harvey (NZL)       | 69e              |
| 15               | Alena Ivanchenko (RUS)     | 14e              |
| 16               | Francesca Pellegrini (ITA) | 64e              |

| Lidl-Trek LTK | Lidl-Trek LTK            | Lidl-Trek LTK |
| ------------- | ------------------------ | ------------- |
| Num           | Coureuse                 | Pos           |
| 21            | Brodie Chapman (AUS)     | 7e            |
| 22            | Lauretta Hanson (AUS)    | 47e           |
| 23            | Ava Holmgren (CAN)       | NP            |
| 24            | Isabella Holmgren (CAN)  | 19e           |
| 25            | Fleur Moors (BEL)        | 46e           |
| 26            | Shirin van Anrooij (NED) | 3e            |

| Ceratizit-WNT Pro Cycling WNT | Ceratizit-WNT Pro Cycling WNT | Ceratizit-WNT Pro Cycling WNT |
| ----------------------------- | ----------------------------- | ----------------------------- |
| Num                           | Coureuse                      | Pos                           |
| 31                            | Alice Maria Arzuffi (ITA)     | 8e                            |
| 32                            | Laura Asencio (FRA)           | 41e                           |
| 33                            | Arianna Fidanza (ITA)         | 34e                           |
| 35                            | Cédrine Kerbaol (FRA)         | 9e                            |

| Roland CGS | Roland CGS                   | Roland CGS |
| ---------- | ---------------------------- | ---------- |
| Num        | Coureuse                     | Pos        |
| 41         | Tamara Dronova (RUS) (route) | 12e        |
| 42         | Giorgia Vettorello (ITA)     | AB         |
| 43         | Elena Pirrone (ITA)          | 6e         |
| 44         | Sylvie Swinkels (NED)        | 29e        |

| Laboral Kutxa-Fundación Euskadi LKF | Laboral Kutxa-Fundación Euskadi LKF | Laboral Kutxa-Fundación Euskadi LKF |
| ----------------------------------- | ----------------------------------- | ----------------------------------- |
| Num                                 | Coureuse                            | Pos                                 |
| 51                                  | Yurani Blanco (ESP)                 | 10e                                 |
| 52                                  | Jessenia Meneses (COL)              | 28e                                 |
| 53                                  | Usoa Ostolaza (ESP)                 | 25e                                 |
| 54                                  | Marta Romeu (ESP)                   | 36e                                 |
| 55                                  | Ane Santesteban (ESP)               | 21e                                 |
| 56                                  | Eri Yonamine (JPN) (route)          | 37e                                 |

| Lotto Dstny Ladies LDL | Lotto Dstny Ladies LDL     | Lotto Dstny Ladies LDL |
| ---------------------- | -------------------------- | ---------------------- |
| Num                    | Coureuse                   | Pos                    |
| 61                     | Wilma Aintila (FIN)        | AB                     |
| 64                     | Esmée Gielkens (BEL)       | 65e                    |
| 65                     | Quinty van de Guchte (NED) | 31e                    |
| 66                     | Sterre Vervloet (BEL)      | 53e                    |

| Cofidis COF | Cofidis COF          | Cofidis COF |
| ----------- | -------------------- | ----------- |
| Num         | Coureuse             | Pos         |
| 71          | Julie Bego (FRA)     | 5e          |
| 72          | Flavie Boulais (FRA) | 51e         |
| 73          | Sarah Roy (AUS)      | 44e         |
| 74          | Špela Kern (SLO)     | 22e         |
| 75          | Hannah Ludwig (GER)  | 1re         |
| 76          | Nikola Nosková (CZE) | 45e         |

| Bepink-Bongioanni BPK | Bepink-Bongioanni BPK   | Bepink-Bongioanni BPK |
| --------------------- | ----------------------- | --------------------- |
| Num                   | Coureuse                | Pos                   |
| 81                    | Beatrice Pozzobon (ITA) | 60e                   |
| 82                    | Angela Oro (ITA)        | 70e                   |
| 83                    | Andrea Casagranda (ITA) | 35e                   |
| 84                    | Elisa Valtulini (ITA)   | 18e                   |
| 85                    | Prisca Savi (ITA)       | AB                    |
| 86                    | Carmela Cipriani (ITA)  | 55e                   |

| Team Coop-Repsol HPU | Team Coop-Repsol HPU          | Team Coop-Repsol HPU |
| -------------------- | ----------------------------- | -------------------- |
| Num                  | Coureuse                      | Pos                  |
| 91                   | Stine Dale (NOR)              | AB                   |
| 92                   | India Grangier (FRA)          | 52e                  |
| 93                   | Stina Kagevi (SWE)            | 38e                  |
| 94                   | Sigrid Ytterhus Haugset (NOR) | 16e                  |
| 95                   | Tiril Jørgensen (NOR)         | 67e                  |
| 96                   | Magdalene Lind (NOR)          | 54e                  |

| Winspace WIN | Winspace WIN             | Winspace WIN |
| ------------ | ------------------------ | ------------ |
| Num          | Coureuse                 | Pos          |
| 101          | Florence Normand (CAN)   | 48e          |
| 102          | Karolina Perekitko (POL) | 11e          |
| 103          | Julia Aubry (FRA)        | AB           |
| 104          | Luyao Zeng (CHN) (route) | 57e          |

| Primeau Vélo - Groupe Abadie ___ | Primeau Vélo - Groupe Abadie ___   | Primeau Vélo - Groupe Abadie ___ |
| -------------------------------- | ---------------------------------- | -------------------------------- |
| Num                              | Coureuse                           | Pos                              |
| 111                              | Jazmine Lavergne (CAN)             | 49e                              |
| 112                              | Anabelle Thomas (CAN)              | AB                               |
| 113                              | Valérie Laroche (CAN)              | AB                               |
| 114                              | Agua Marina Espínola (PAR) (route) | 20e                              |
| 115                              | Miryam Núñez (ECU)                 | 27e                              |
| 116                              | Dimitra Koukouma (CYP)             | 30e                              |

| St Michel-Mavic-Auber 93 AUB | St Michel-Mavic-Auber 93 AUB | St Michel-Mavic-Auber 93 AUB |
| ---------------------------- | ---------------------------- | ---------------------------- |
| Num                          | Coureuse                     | Pos                          |
| 121                          | Marion Bunel (FRA)           | 17e                          |
| 122                          | Camille Fahy (FRA)           | 43e                          |
| 123                          | Victorie Guilman (FRA)       | 13e                          |
| 124                          | Dilyxine Miermont (FRA)      | 24e                          |
| 125                          | Alison Avoine (FRA)          | AB                           |
| 126                          | Célia Le Mouël (FRA)         | 50e                          |

| Isolmant-Premac-Vittoria SBT | Isolmant-Premac-Vittoria SBT | Isolmant-Premac-Vittoria SBT |
| ---------------------------- | ---------------------------- | ---------------------------- |
| Num                          | Coureuse                     | Pos                          |
| 131                          | Valeria Curnis (ITA)         | 59e                          |
| 132                          | Sara Mazzorana (ITA)         | AB                           |
| 133                          | Asia Zontone (ITA)           | 32e                          |
| 135                          | Marta Zanga (ITA)            | AB                           |
| 136                          | Sonia Rossetti (ITA)         | AB                           |

| Eneicat-CMTeam EIC | Eneicat-CMTeam EIC           | Eneicat-CMTeam EIC |
| ------------------ | ---------------------------- | ------------------ |
| Num                | Coureuse                     | Pos                |
| 141                | Valentina Basilico (ITA)     | 56e                |
| 142                | Irene Mendez Melgarejo (ESP) | 40e                |
| 143                | Claudia San Justo (ESP)      | AB                 |
| 145                | Isabel Martin (ESP)          | AB                 |
| 146                | Alessia Bulleri (ITA)        | AB                 |

| Soltec Iberoamérica Costa Cálida STC | Soltec Iberoamérica Costa Cálida STC | Soltec Iberoamérica Costa Cálida STC |
| ------------------------------------ | ------------------------------------ | ------------------------------------ |
| Num                                  | Coureuse                             | Pos                                  |
| 151                                  | Valeria Valgonen (RUS)               | AB                                   |
| 152                                  | Alicja Ulatowska (POL)               | AB                                   |
| 153                                  | Nuria Tauler (ESP)                   | AB                                   |
| 154                                  | Milagro Mena (CRC)                   | AB                                   |
| 155                                  | Manuela Muresan (ROU)                | 61e                                  |

| Massi Baix Ter MAT | Massi Baix Ter MAT    | Massi Baix Ter MAT |
| ------------------ | --------------------- | ------------------ |
| Num                | Coureuse              | Pos                |
| 161                | Mireia Trias (ESP)    | 66e                |
| 162                | Paula Blasi (ESP)     | 33e                |
| 163                | Susana Perez (ESP)    | 58e                |
| 164                | Natalia Ovejero (ESP) | AB                 |
| 165                | Laia Bosch (ESP)      | AB                 |
| 166                | Ainara Albert (ESP)   | 68e                |

| Vipeq-La Vaca Purpura ___ | Vipeq-La Vaca Purpura ___ | Vipeq-La Vaca Purpura ___ |
| ------------------------- | ------------------------- | ------------------------- |
| Num                       | Coureuse                  | Pos                       |
| 171                       | Daria Fomina (RUS)        | 39e                       |
| 172                       | Liubov Malervein (RUS)    | 63e                       |
| 173                       | Estefania Jimenez (ESP)   | 62e                       |
| 174                       | Goretti Sesma (CAN)       | AB                        |
| 175                       | Saioa Orgambide (ESP)     | AB                        |
| 176                       | Lukene Trujillano (ESP)   | AB                        |